# クルンプケア (小惑星)
クルンプケア (1040 Klumpkea) は、小惑星帯の小惑星。ワルシャワ生まれの天文学者ヴェニアミン・ジェコフスキーがアルジェ天文台で発見した。
天文学者アイザック・ロバーツの妻で、みずからも女性として初めてソルボンヌ大学で天文学の博士号をとった天文学者のドロテア・ロバーツ（旧姓クルンプケ） (Dorethea Roberts née Klumpke) から命名された。また、小惑星 (339) ドロテアもクルンプケの名前から命名されている。